# 田中美奈子
田中 美奈子（たなか みなこ、1967年9月12日 - ）は、日本の女優、タレント、歌手。NPO法人Ever Lasting Friends代表。有限会社エムスリー(個人事務所)所属。

## 来歴・人物
千葉県船橋市出身。1985年、八千代松陰高校卒業。同校在学中の1984年に「ミスマガジン」の準グランプリを受賞(1位は斉藤由貴)。1986年からTBS「モモコクラブ」桃組No.1312として活動した。1987年にはレナウンのキャンペーンガール『イエイエガールズ』のメンバーとして活動した。同年、月曜ドラマランド『生徒諸君!』でドラマデビュー。翌1988年には生野慈朗監督『・ふ・た・り・ぼ・っ・ち・』で映画デビューし、榎戸耕史監督『いこかもどろか』にOL役で出演。
1989年、当時の所属事務所「ビッグ・ワン」の社長夫人（その後離婚）が元歌手の安西マリアという縁で、安西のカバー曲「涙の太陽」で歌手デビュー。1980年代当時、フリフリな衣装で活動するアイドルが多い中で、田中はバブル時代を象徴するワンレン・ボディコンファッションの“大人の女性”というイメージでの売り出し方だった。その戦略に乗り、マイクロミニで美脚を披露していくと“学園祭の女王”と呼ばれ人気となった。同期デビューには中山忍・田村英里子・島崎和歌子・細川直美・マルシア・石原詢子らがいる。デビュー当時は所属事務所が田中の瞳に一年間1億円の保険を掛けたことでも話題となった。同年、フジテレビ月9ドラマ『君の瞳に恋してる!』に出演。トレンディ女優の先駆者となり、鈴木保奈美やW浅野らと共に一時代を築いた。
バブル崩壊後、トレンディドラマが下火になってきたころに『ジェットコースタードラマ』といわれるジャンルのドラマが生まれた。そのブームのきっかけとなった『もう誰も愛さない』では、悪女役を演じて話題となった。
1995年、歌手活動を停止。
1999年、山本リンダや島田歌穂を賛同人に、動物愛護団体elfを設立。2007年、同団体をNPO法人化した。
2003年に35歳で創価大学通信教育部に入学。当時の創価学会での役職は女子部の副リーダーと地区リーダーであった。
2007年9月12日、同じ町内で15年来家族ぐるみの付き合いをしていたという7歳年下の俳優・岡田太郎と結婚した。
2008年4月15日、第1子となる女児を出産。夫の誕生日に合わせて、帝王切開で出産した。
2009年12月16日、第2子となる男児を出産した。
2016年、パラオ名誉親善大使に就任。
2020年、日本RV協会よりキャンピングカーアンバサダーに任命される。
2024年、フジテレビの番組企画をきっかけとして、80年代アイドルを主軸とするコーラスサークル「Neo☆Stars」を立ち上げる。田中の他、つちやかおり、桑田靖子、大西結花、西村知美らが参加した。同年、横浜市開港記念会館リニューアル記念イベントとしてライブコンサートを開催した。

## 出演

### テレビドラマ
NHK
- 独眼竜政宗（1987年） - 猫御前の従女 役
- 鳥の歌（1989年8月28日 - 9月18日）
- 恋しとよ 君恋しとよ（1991年）
- 結婚はいかが?（1996年）
- 遠い親戚 近くの他人?（1999年）
- 義経（2005年） - 牧の方 役
- 全力離婚相談（2015年） - 矢川真奈美 役

TBS
- 天使のアッパーカット（1986年）
- 仮面ライダーBLACK（1987年） - ラナ・カウアイ 役
- 雨よりも優しく（1989年） - 黒沢のぞみ 役
- トップスチュワーデス物語（1990年） - 鈴木はなえ 役
- 天使のように生きてみたい（1992年） - 薬師桜子 役
- 風になりたい（1998年） - 春日萌 役
- 蔵の宿（2000年） - 神尾茜 役
- 車井戸はなぜ軋る（2002年） - 秋月凛子 役
- ワンハート〜この空の下で〜（2003年） - 西野夏海 役
- みこん六姉妹（2006年） - 寿一美（長女） 役
- みこん六姉妹2（2008年） - 同上
- 修羅雪姫（2010年） - 北浜おこの
- ランナウェイ〜愛する君のために（2011年） - 女将 役
- TAKE FIVE〜俺たちは愛を盗めるか〜（2013年） - 相良光代 役
- 半沢直樹（2013年） - 江島沙苗 役
- 99.9-刑事専門弁護士- SEASON II （2018年） - 中村麻美 役
- 月曜ミステリー劇場
  - 十津川警部シリーズ（2001年） - 高木亜木子 役
  - 金田一耕助シリーズ（2002年） - 秋月凛子 役
  - カードGメン・小早川茜（2004年） - 谷明美 役
  - 早乙女千春の添乗報告書（2005年） - 高嶺麻友 役
- 月曜ゴールデン
  - 湯けむりバスツアー 桜庭さやかの事件簿（2015年） - 辻井千秋 役
  - 魔性の群像 刑事・森崎慎平（2015年） - 五十嵐みどり 役

日本テレビ
- 同窓会（1993年） - 丹野唯子 役
- 星の金貨シリーズ（1995年・1996年・2001年） - 小泉美和（シリーズ唯一の皆勤出演）役
- 金田一少年の事件簿（1995年） - 浅野令子 役
- FiVE（1997年） - 川久保玲子（津田純）役
- お熱いのがお好き?（1998年） - 石原史子 役
- FACE〜見知らぬ恋人〜（2001年） - 能勢ありさ 役
- 再会〜横田めぐみさんの願い〜（2006年） - 地村富貴恵 役
- 青春探偵ハルヤ〜大人の悪を許さない!〜（2015年） - 馬場千鶴子 役

フジテレビ
- 生徒諸君!（1987年）
- ザ・スクールコップ（1988年）
- 君の瞳に恋してる!（1989年） - 中村冴子 役
- キモチいい恋したい!（1990年） - 工藤えり 役
- もう誰も愛さない（1991年） - 宮本小百合 役
- ジュニア・愛の関係（1992年） - 佐伯馮子 役
- 我慢できない!（1995年） - 小野恵美子 役
- リップスティック（1999年） - 沢村雪乃 役
- ルーキー!（2001年） - 野村留美 役
- 新・風のロンド（2006年） - 野代（旧姓：山口）麻美 役
- 幸せの時間（2012年） - 浅倉智子
- ブラック・プレジデント（2014年） - 石田美穂 役
- 新・牡丹と薔薇（2015年） - 牧原世奈子 役
- キャリア〜掟破りの警察署長〜（2016年10月9日 - ） - 南みどり 役
- 金曜エンタテイメント
  - 赤い霊柩車シリーズ（2003年） - 松本奈緒美 役
  - 外科医 鳩村周五郎 『闇のカルテ』（2004年） - 武藤由紀子 役
- 金曜プレステージ
  - 浅見光彦シリーズ（2012年） - 本橋丹那子 役
  - 赤い霊柩車シリーズ30（2012年） - 二条路雪子 役

テレビ朝日
- ゴリラ・警視庁捜査第8班（1989 - 1990年） - 田中美奈子 役
- くどき屋ジョー（1989年）
- Change!（1995年） - 西崎冴子 役
- 幻想ミッドナイト（1997年） - 牛島美奈子 役
- 新選組血風録（1998年） - お律 役
- 科捜研の女（1999年） - 牧野光 役
- ただいま満室（2000年） - 潤子 役
- おみやさん（2004年） - 小早川真美 役
- 特命係長 只野仁（2007年） - 田辺恭子 役
- 相棒（2007年） - 倉品翔子 役
- 必殺仕事人2015（2015年） - お市 役
- 緊急取調室 第2シーズン 第7話（2017年6月1日） - 佐々木 かずえ 役
- 警視庁・捜査一課長 season3 第1話（2018年4月12日） - 水岸麻衣 役
- 遺留捜査 新作スペシャル1（2019年11月24日） - 新田千栄子 役
- 土曜ワイド劇場
  - 松本清張特別企画・黒革の手帖（1996年） - 山田波子 役
  - 事件（1998年） - 木本郁子 役
  - タクシードライバーの推理日誌（1999年） - 筒井美也子 役
  - 終着駅シリーズ（1999年） - 長崎美奈子 役
  - はみだし弁護士・巽志郎（2000年） - 朝日奈真弓 役
  - 狩矢父娘シリーズ（2003年） - あや乃（徳大寺さつき）役
  - 鉄道捜査官（2005年） - 高沢めぐみ 役
  - 牟田刑事官事件ファイル（2007年） - 沢木那美 役
  - タクシードライバーの推理日誌（2007年） - 八木沢遼子 役
  - 温泉若おかみの殺人推理（2009年） - 林田真希 役
  - 100の資格を持つ女〜ふたりのバツイチ殺人捜査〜（2010年） - 星野千恵 役
  - 再捜査刑事・片岡悠介（2011年） - 飯倉里沙子 役
  - 広域警察（2012年） - 有森加奈子 役
  - 拘置所の女医（2013年） - 大泉恵子 役
  - 温泉若おかみの殺人推理（2013年） - 遠藤耀子 役
  - 終着駅シリーズ（2014年） - 岡崎由美 役
  - 私は代行屋! 事件推理請負人（2014年） - 大迫淑江 役
  - 犯罪心理学教授・兼坂守の捜査ファイル（2015年） - 井川玲子 役
  - 京都南署鑑識ファイル（2016年） - 藤堂陽子 役

テレビ東京
- 隠密・奥の細道（1988年）
- ウルトラQ dark fantasy（2004年） - 山野薫（洋平の母）役
- さすらい署長 風間昭平 10（2013年7月17日） - 本宮可奈子 役
- 太鼓持ちの達人〜正しい××のほめ方〜（2015年） - 大坪奈々 役
- ウルトラマンオーブ（2016年） - 夢野圭子 役
- 人形佐七捕物帳（2016年） - お園 役
- 執事 西園寺の名推理 第3話（2018年） - 藤井敦子 役
- 呪縛 警視庁強行犯係・樋口顕（2020年） - 川野夏子
- 記憶捜査2〜新宿東署事件ファイル〜 （2020年） - 北村紗枝 役
- 姪のメイ（2023年） - 平田幸枝 役[25]
- 女と愛とミステリー
  - 不倫調査員・片山由美（2001年） - 岸葉子 役
  - 京都グルメ旅行殺人事件（2002年） - 加藤順子 役
  - 信濃のコロンボ事件ファイル（2004年） - 丸岡一枝 役
- 水曜ミステリー9
  - 不倫調査員・片山由美（2005年） - 檜美智子 役
  - 作家・如月祥子の事件ルポ（2006年） - 笹原敏子 役
  - 密会の宿（2011年） - 田中綾子 役
  - ガンリキ 警部補・鬼島弥一（2012年 - ） - 鬼島小夜子
  - 森村誠一サスペンス 刑事の証明（2015年） - 緋野まどか 役

### バラエティー
- ドリフ大爆笑（フジテレビ、1986年8月19日）
- 熱帯夜アカデミー「BODY SONIC」（1989年6月 - 9月、テレビ朝日系）
- オールナイトフジ（フジテレビ、1989年9月 - 12月） - 司会
- 歌謡びんびんハウス（テレビ朝日、1989年4月 - 1990年2月）
- ウッチャンナンチャンのやるならやらねば!（フジテレビ、1990年 - 1993年）
- ジャストポップアップ（NHK総合、1990年度 MC）
- 趣味悠々「とびっきりガーデニング」 パート3（NHK教育、2000年4月 - 6月）
- 世界のマーケット（NHK-BS）
- 生中継 ふるさと一番!（NHK総合、2007年4月 - 2008年3月） - レギュラー
- SKE48のマジカル・ラジオ3（日本テレビ、2013年1月20日 - 4月7日）
- はままつトキメキ出逢い旅（静岡放送、2005年 - ）
- マネースクープ（フジテレビ、2014年10月13日 - 2015年）
- 趣味どきっ!「現代テニス再デビュー」（NHK Eテレ、2015年6月 - 7月（全9回）） - 生徒役

### 映画
- 眠らない街〜新宿鮫〜（1994年） - 晶 役
- DOORⅢ（1996年） - 佐々木京 役
- ヘヴンズ・ドア 殺人症候群（2003年） - 主演
- セフレの品格 初恋（2023年）[26]

### ラジオ番組
- 田中美奈子のハッピーシエイク（TBSラジオ）
- Coke Sunday Morning 田中美奈子のサイドシートにすわらせて（文化放送）

### CM
- レナウン 「イエイエガール」（1987年）
- カネボウホームプロダクツ（1990年 - 1993年）
  - 「FAY シャンプー」（1990年）
  - 「ROOTY シャンプー」 小林恵と共演（1992年）
- ローソン（1991年）
- サントリー（1991年 - 1992年）
  - 「フルーツ&ビア 愛してマスカット?」（1991年）
  - 「恋のいよかん」（1992年）
- 東洋シヤッター（1994年）
- 宮崎本店「清酒 宮の雪」（東海地方限定）
- IBM 「PS/55 note」
- 健康の杜「杜のすっぽん黒酢」（2014年 - ）
- ソフトバンク「Y!mobile」（2016年）[27]

### ビデオ
- すばらしきわが人生 Part6（2000年、シナノ企画）

## ディスコグラフィー

### シングル
1. 涙の太陽（1989年7月26日）
(c/w)Virgin Eyes
2. BE MY BABY（1989年11月1日）※MBS・TBS系「地球ZIGZAG」エンディングテーマ
(c/w)Tell Me
3. 夢みてTRY（1990年5月9日）※TBS系ドラマ「トップスチュワーデス物語」主題歌
(c/w)I Say Hello Again ※《郵便局の養老保険CFタイアップ曲》
4. Dancing in the shower（1990年8月29日）
(c/w)Prima donna
5. 左手で誘惑TONIGHT（1991年2月6日）
(c/w)TRUTH OF DREAM
6. ギリギリしてる（1991年7月24日）※ANB「いつか行く旅」テーマ曲
(c/w)だからサヨナラ ※TBS「THE話 THE話」エンディングテーマ
7. 恋のバカンス ～バルセロナ・バージョン～（1992年4月17日）※サントリー「恋のいよかん」CMソング
(c/w)ひと夏の経験
8. SEASON（1992年7月25日）※TBS系ドラマ「天使のように生きてみたい」主題歌
(c/w)夢をあきらめないで
9. ラスト・グラジュエイション（1993年5月1日）
(c/w)風にのって
10. 眠らない街（1993年9月25日）※映画「眠らない街 新宿鮫」主題歌
(c/w)DREAMER
11. もう一度 ROLL ON（1994年1月25日）※NTV「うるとら7:00」テーマ曲
(c/w)DEAR FRIEND
12. 探さないで（1994年5月25日）※IONA CMソング
(c/w)今も愛してる
13. Tears（1995年10月25日）

### アルバム
1. 君の瞳に優しく（1990年1月25日）
2. Gimmick（1990年9月25日）
3. もう誰も愛さない（1991年5月25日）
4. TWO HEART（1992年5月25日）
5. ROLL ON（1994年2月25日）

### ベストアルバム
1. MINAKO SINGLES（1990年12月21日）
2. 田中美奈子ベストVOL.2 Minako Collection（1992年8月25日）
3. MINAKO BEST COLLECTION VOL.3（1993年12月21日）
4. GOLDEN☆BEST 田中美奈子（2004年11月25日）

### その他
- 「SIMA」 － ミニアルバム「Woman」収録。（2017年5月10日）

## 写真集
- SASSY PIXY（1990年8月、撮影：宮沢 正明、リム出版）ISBN 4-8712-0046-9
- 華身 INCARNATION（1991年3月、撮影：山内順仁、ワニブックス）ISBN 4-8470-2182-7